# Simone Gbagbo
Simone Ehivet Gbagbo (20 de junho de 1949) é uma política Marfinense. Ela é a Presidente do Grupo Parlamentar da Frente Popular Marfinense (FPI) e é a Vice-presidente do FPI. Como esposa de Laurent Gbagbo, o Presidente da Costa do Marfim de 2000 a 2011, foi também a primeira dama antes de ser presa pelas forças pós-Ouattara.

## Outras referências
- This article was first created from a translation of the French Wikipedia article fr:Simone Gbagbo, 2008-02-22.
- "Paroles d?honneur"" : Ou quand Simone Gbagbo dénonce la collusion entre Alassane Ouattara, Blaise Compaoré et Jacques Chirac.  Jean-Pierre BEJOT, La Dépêche Diplomatique. 21 March 2007.
- Simone Gbagbo, Femme fatale: Vincent Hugeux, L'Express  20 February2003.
- RETOUR SUR Affaire Kieffer : un témoin implique Simone Gbagbo. THOMAS HOFNUNG, liberation 19 February 2008.
- La dame d'ivoire, Thomas HOFNUNG: Liberation, 22 May 2007.
- Committee to Protect Journalists  Ivory Coast 2006.
- Régime FPI: L'influence de Simone Gbagbo, Soir Info (Cote d'Ivoire), 12 December 2006.
- Journalists sued after revealing Ivory Coast 'billionnaires list', fairreporters.org.
- Ivory Coast First Lady Leads Death Squad, Report Alleges U.N. Panel Says Both Sides Are Committing War Crimes. Colum Lynch Washington Post Staff Writer, January 29, 2005; Page A21 .